# Sandskär
Sandskär este o arie protejată (arie specială de conservare — SAC, sit de importanță comunitară — SCI) din Finlanda întinsă pe o suprafață de 6,9 ha, integral pe uscat.

## Localizare
Centrul sitului Sandskär este situat la coordonatele 59°59′42″N 21°01′04″E / 59.995°N 21.017778°E.

## Înființare
Situl Sandskär a fost declarat sit de importanță comunitară în octombrie 1995 pentru a proteja 1 specie de animale. Situl a fost protejat și ca arie specială de conservare în decembrie 2015.

## Biodiversitate
Situată în ecoregiunea boreală, aria protejată conține 2 habitate naturale: Insulițe și insule mici din Baltica boreală, Insule esker baltice, cu vegetație a plajelor nisipoase, stâncoase și cu galeți, precum și cu vegetație sublitorală.
La baza desemnării sitului se află o specie protejată de  mamifere: Halichoerus grypus.
Pe lângă speciile protejate, pe teritoriul sitului au mai fost identificate 4 specii de plante, 3 specii de păsări.